# Cervera atlantica
Cervera atlantica är en korallart som först beskrevs av Johnson 1861.  Cervera atlantica ingår i släktet Cervera och familjen Cornulariidae. Inga underarter finns listade i Catalogue of Life.